# Takashi Kitano
Takashi Kitano (北野 貴之 Kitano Takashi?), född 4 oktober 1982 i Hokkaido prefektur, är en japansk fotbollsspelare.
Kitano började sin karriär 2003 i Albirex Niigata. Han spelade 124 ligamatcher för klubben. 2010 flyttade han till Omiya Ardija. Efter Omiya Ardija spelade han för Cerezo Osaka, Yokohama FC och Gainare Tottori.